# Hergest Ridge
| 전문가 평가 | 전문가 평가 |
| 평가 점수   | 평가 점수   |
| 출처        | 점수        |
| ----------- | ----------- |
| AllMusic    | [ 1 ]       |
| Džuboks     | (Mixed)     |

《Hergest Ridge》는 1974년 8월 28일 버진 레코드에서 발매된 영국의 음악가이자 작곡가 마이크 올드필드의 두 번째 스튜디오 음반이다. 그의 데뷔 음반 《Tubular Bells》 (1973년)의 예상치 못한 상업적이고 비평적인 성공은 올드필드에게 영향을 미쳤고, 올드필드는 투어를 반대하기로 결정하고 그의 새로운 명성으로 언론을 피했다. 대신 그는 잉글랜드-웨일스 국경의 헤르게스트 능선으로 퇴각하여 후속곡을 썼고, 1974년 옥스퍼드셔주의 더 매너 스튜디오에서 톰 뉴먼과 함께 녹음했다. 올드필드의 첫 번째 음반과 마찬가지로, 이 음반은 다른 분위기와 음악 스타일을 다루는 두 부분으로 나뉘어진 단일 작곡이다.
이 음반은 《Tubular Bells》에 의해 대체되기 전까지 3주 연속으로 영국 음반 차트에서 1위를 차지했는데, 이는 아티스트가 이러한 방식으로 이 차트에서 자신들을 추월한 몇 안 되는 것 중 하나이다. 2010년, 이 음반은 새로운 스테레오와 5.1 서라운드 사운드 믹스, 보너스 자료, 새로운 커버 아트로 재발매되었다.

## 배경 및 녹음
그의 데뷔 음반 《Tubular Bells》의 발매 후, 올드필드는 후속 음반을 쓰기 위해 시골 지역을 찾았다. 1974년 초에 그는 북쪽으로 헤리퍼드셔주로 가기 전에 웨스트컨트리를 운전했다. 그는 헤르게스트 능선의 그늘에 위치한 잉글랜드-웨일스 국경의 작은 마을인 킹턴에 도착했다. 그는 브래드너 힐의 가장자리에서 판매 중인 비콘이라는 이름의 집을 발견했고 버진 레코드의 공동 소유자인 리처드 브랜슨으로부터 구입 허가를 받았다.
올드필드는 자신의 새 집에 정착하였으나 자신의 다음 경력 이동에 확신을 느끼지 못하였다. 버진과 그의 계약은 그에게 25파운드의 임금과 지속적인 제안들이 대중 앞에 나타나는 압력에 추가되어 올드필드를 공황 발작들로 고통 받게 하였다. 그는 새로운 음악에 대한 확고한 아이디어가 부족했고 무료 와인의 대가로 지역 식당인 펜로스 코트에서 포크 음악가 레스 페닝과 함께 간단한 중세 음악을 연주하는 것을 선택했다. 브랜슨의 격려와 함께 올드필드는 파르피사 오르간, 4트랙 TEAK 테이프 머신, 믹싱 데스크를 자신의 집으로 배달한 후 《Tubular Bells》의 후속작을 쓰기 시작했다.
올드필드는 음반의 좋은 부분의 절반이 너무 상세하고 믹스에 묻혀 있다고 느꼈고, 청취자들이 고품질의 레코드 플레이어로 음반을 재생할 것을 요구했다. 그는 "내가 한 것이 자랑스럽다고 알고 있는 것을 고르려면 정말 열심히 들어야 한다"고 말했다. 음반의 클라이맥스는 그가 특히 기뻐했던 것이다. 그는 이 음반을 《Tubular Bells》와 비교하는 것이 더 정리되고 완전히 구상된 작품이라고 생각했기 때문에 그를 짜증나게 했다. 1975년, 올드필드는 헤르게스트 능선을 돌아보며 "훌륭한 아이디어들"을 담고 있다고 생각했지만, 녹음이 서두르면서 공연에 영향을 미쳤다.
런던의 베이싱 스트리트 스튜디오와 옥스퍼드셔주의 치핑 노턴 스튜디오에서 초기 녹음 세션이 중단된 후, 올드필드는 1974년 봄 옥스퍼드셔주의 시프턴온처웰 근처 더 매너 스튜디오에서 《Hergest Ridge》를 녹음했고, 톰 뉴먼은 올드필드와 공동 프로듀서로서의 역할을 재개했다. 이 음반은 런던 옥스포드가에 있는 AIR 스튜디오에서 혼합되었다.

## 곡 목록
모든 곡들은 마이크 올드필드에 의해 작곡하였다.
| #  | 제목                         | 재생 시간 |
| -- | ---------------------------- | --------- |
| 1. | 〈Hergest Ridge (Part One)〉 | 21:29     |

| #  | 제목                         | 재생 시간 |
| -- | ---------------------------- | --------- |
| 1. | 〈Hergest Ridge (Part Two)〉 | 18:45     |

## 인증
| 국가                       | 인증 | 판매량/출하량 |
| -------------------------- | ---- | ------------- |
| 영국 (BPI)                 | 골드 | 100,000^      |
| 전 세계                    | —    | 2,000,000     |
| ^출하량을 기반으로 한 인증 |      |               |